# Five Nights at Freddy’s 3
Five Nights at Freddy’s 3 (deutsch etwa: Fünf Nächte bei Freddys 3; oft mit FNAF 3 bzw. FNaF-3 abgekürzt) ist ein Indie-Survival-Horror-Spiel. Es wurde von Scott Cawthon erdacht und über die Internet-Vertriebsplattform Desura am 2. März 2015 erstveröffentlicht. Es wurde für Windows, iOS, Android und Windows Phone und später auch für verschiedene Konsolen entwickelt. Das Spiel hat eine Altersfreigabe von 12 Jahren.
Der dritte Spieleteil handelt von einer Gruselpark-Attraktion, die auf den Geschehnissen in und um Five Nights at Freddy’s und Five Nights at Freddy’s 2 aufbaut und Besucher mit Hilfe von Gruselpuppen und Spezialeffekten erschrecken soll. Bis zur erstmaligen Eröffnung soll ein Nachtwächter die Attraktion im Auge behalten. Während seiner Schichten wird der Angestellte von Geistererscheinungen und einem Animatronic namens Springtrap bedrängt.

## Spielprinzip
Five Nights at Freddy’s 3 gehört dem Genre des Survival Horrors an. Der Spieler soll nicht nur durch Jumpscares erschreckt, sondern auch durch das gezielte und geschickte Schüren von Angst und Paranoia herausgefordert und unterhalten werden.
Das Gameplay des Spiels ist bezüglich der Point-and-Click-Mechanik weitgehend identisch mit seinen Vorgängern. Neu hinzugekommen sind drei unabhängige Steuerungs- und Überwachungssysteme, mit denen der Spieler Springtrap überwachen und auf Abstand halten kann. Neben Springtrap gibt es die sogenannten Phantom-Animatronics. Sie sind geisterhafter Erscheinungen, die den Spieler zwar mittels Jumpscare angreifen, ihn dabei jedoch nicht töten, sondern nur eines der Systeme behindern, so dass der Spieler „Springtrap“ nicht exakt lokalisieren beziehungsweise abwehren kann.
Ziel des Spiels ist es, fünf Nächte zu überleben. Der Spieler kann das Spiel auf zwei Arten erfolgreich abschließen. Wird das Spiel ohne besondere Vorkommnisse durchgespielt bekommt er das Bad Ending, also „schlechtes Ende“. Findet der Spieler jedoch in den Nächten versteckte Minispiele und spielt diese auf eine bestimmte Art und Weise durch, das Good Ending (dt.: „Gutes Ende“).

### Steuerung
Five Nights at Freddy’s 3 kann sowohl auf Windows-PCs, Linux-PCs, Android-fähigen Geräten und/oder iOS-Rechnern gespielt werden. Die Steuerung findet bei Windows und Linux per Mausklick und Tastatur statt, unter Android, Windows Phone und iOS per Touchscreen und bei den Konsolen über die jeweiligen Tasten und Knöpfe.

### Spielregeln
Gespielt wird im Einzelspielermodus aus der Egoperspektive. Der Spieler befindet sich in einem heruntergekommenen Büro, von dem aus er das Geschehen steuert. Das Büro wird von einem großen Sichtfenster dominiert, durch das der Spieler auf den dahinterliegenden Korridor blicken kann. Links befinden sich die Tür zum Büro sowie ein großer Umzugskarton mit Kostümresten der Toy-Animatronics aus FNaF 2. Unter dem Fenster steht ein schwarzer Bürotisch mit einem Ventilator sowie drei Plüschfiguren in Gestalt von Freddy, Chica und Bonnie. Ganz rechts stehen ein großer Papierkorb und ein Spind.
Jede Nachtschicht beginnt um 12:00 Uhr Mitternacht und endet um 6:00 Uhr morgens. In Echtzeit dauert eine Nacht in den Windows- und Linux-Versionen etwa acht bis neun Minuten, in den Android-, Windows Phone- und iOS-Versionen sind es nur knapp fünf bis sechs Minuten. Der Spieler muss nicht nur durch das große Bürofenster nach Springtrap Ausschau halten, sondern auch die Überwachungskameras, die im ganzen Gebäude verteilt sind, im Auge behalten. Springtrap versucht, über die Korridore und Belüftungsschächte in das Büro zu gelangen. Um ihn abzuwehren, hat der Spieler die Möglichkeit in jedem Raum des Gebäudes eine Audio die an ein Kind erinnert zu spielen, welcher Springtrap folgt wenn er sie hört. Außerdem kann immer ein Luftschacht geschlossen werden.
Des Weiteren steht dem Spieler ein Bedien- und Wartungsmonitor zur Verfügung, auf dem Status und Funktionstüchtigkeit der Belüftungs-, Audio- und Kameratechnik angezeigt werden. Die Phantom-Animatronics sind in der Lage, einzelne Funktionen außer Kraft zu setzen. Diese können am Wartungsmonitor repariert werden. Jeder Phantom‐Animatronic hat ein eigenes Bewegungsmuster. Sie können sowohl in bestimmten Kameras als auch im Büro erscheinen. Die Systeme können auch ohne Zutun ausgehen, was je nach Nacht unterschiedlich häufig geschieht. Auch die Häufigkeit und Zahl der Phantom-Animatronics sowie die Bewegungsgeschwindigkeit von Springtrap erhöhen sich jede Nacht mehr.

### Minispiele
Wie in seinem Vorgänger gibt es in Five Nights at Freddy’s 3 Minispiele, die entweder nach einer bestimmten Reihenfolge von Aktionen, oder nach einer erfolgreich beendeten Nacht starten. Die Grafik der Minispiele ist jener des Atari 2600 nachempfunden. Während der Minispiele schlüpft der Spieler in die Rolle eines Animatronics der Serie. In den Minispielen zwischen den Nächten muss einem violetten Freddy in einer runtergekommen Version der Pizzeria aus dem ersten Spiel zu einem Raum gefolgt werden. Im fünften und letzten Minispiel zwischen den Nächten ist der Spieler selbst der Geist eines Kindes und muss den Hauptantagonisten Purple Guy finden. 
In den Minispielen, die in den Nächten gefunden werden können, muss ein bestimmtes Ziel erreicht werden. Diese Ziele zu ignorieren und stattdessen Glitches zu finden, die es ihrerseits ermöglichen, weinenden Kinderseelen Kuchen zu bringen, ist eine Voraussetzung um das gute Ende von FNaF 3 zu erreichen. Die Steuerung erfolgt in allen Spieleversionen über die Tastatur oder über den Touchscreen, durch das Drücken der Tasten „W“, „S“, „A“ und „D“ kann der Spieler die Richtung bestimmen.

## Handlung
Die Handlung setzt chronologisch etwa 30 Jahre nach den Geschehnissen aus Five Nights at Freddy’s an. Die ehemalige Pizzeria Freddy Fazbear’s Pizza wurde endgültig aufgegeben. Der Betreiber eines kleinen, nicht näher lokalisierten Vergnügungsparks, beschließt, das ruinöse Lokal aufzukaufen und mit den Materialien und Gegenständen aus dem Gebäude eine Art Spukhaus mit dem Namen Fazbear’s Fright: The Horror Attraction zu eröffnen. Als Thema sollen ihm die Gerüchte und Legenden um Freddy Fazbear’s Pizza dienen. Der Attraktionsbesitzer engagiert einen Nachtwächter, um das Spukhaus zu bewachen.
Um seine Geisterbahn so gruselig wie möglich zu gestalten, lässt der neue Besitzer Teile der inzwischen zerstörten Animatronics aus Freddy Fazbear’s Pizza in seinem Spukhaus als Gruselpuppen einbauen. Auch Kinderzeichnungen und Fliesen des alten Lokals werden verwendet. 
Das Spiel setzt eine Woche vor Öffnung der Attraktion ein, wobei der Spielcharakter schon länger dort arbeitet. In der ersten Nacht ruft der Besitzer, der von den Fans den Namen Phone Dude bekommen hat, an, um dem Nachtwächter zu erzählen, welche neuen Gegenstände eingebaut wurden, was seine Aufgaben nach Öffnung der Attraktion sein werden und wie die verschiedenen Geräte in seinem Büro funktionieren. Er erklärt, dass die Technik unter den Versuchen, das Spukhaus alt wirken zu lassen, gelitten habe und deshalb oft neu gestartet werden müsse, um zu funktionieren. Auch bestehe deshalb ein hohes Brandrisiko. Außerdem erwähnt er, dass jemand, der bei dem ursprünglichen Bau der Pizzeria geholfen habe, von einem zugemauerten Raum berichtet habe, und dass sie diesen als Nächstes durchsuchen wollten. In dieser Nacht gibt es keine Gefahr für den Spieler.
In der zweiten Nacht erzählt Phone Dude, dass bei der Durchsuchung zu seiner Freude ein stark beschädigter, aber voll funktionstüchtiger Animatronic, der bislang nicht bekannt war, gefunden wurde. Das Spiel nennt diesen Animatronic Springtrap. Zusätzlich dazu wurden alte Tonbandkassetten mit gesprochenen Bedienungsanweisungen für die Animatronics gefunden. Die Kassetten wurden von Phone Guy, einem Charakter aus den ersten beiden FNaF‐Spielen, aufgenommen. Phone Dude legt dann eine dieser Kassetten ein, damit der Spielercharakter sie hören kann. Dies ist das letzte Mal, dass Phone Dude in Erscheinung tritt; in jeder folgenden Nacht spielen direkt die Kassetten.
Über die Nächte hinweg enthüllen diese Kassetten, dass bestimmte Animatronic-Kostüme eine komplexe Innenmechanik besaßen, die es erlaubte, ihre Endoskelette mit Hilfe von Schnappschlössern so zu stauchen, dass ein schlanker Mitarbeiter das Kostüm tragen konnte, um damit wie mit einem Maskottchen-Anzug durch das Lokal zu laufen. Dies gehe jedoch mit einem hohen Risiko für den Mitarbeiter einher, da die Schlösser sich durch Berührungen oder Atem lösen könnten, wodurch sich die Bestandteile des Endoskeletts in die Person, die das Kostüm trägt bohren würden. Die Mitarbeiter wurden angewiesen, im Falle eines solchen Ereignisses einen menschenleeren Ort aufzusuchen, um dort zu sterben, ohne dass es den Gästen auffällt. Die Tonbänder verraten außerdem, dass Fazbear Entertainment mit Sabotageakten und defekten Animatronic-Kostümen zu kämpfen hatte. Die Kostüme mit der beschriebenen Mechanik wurden nach einem nicht näher detaillierten Vorfall an einer anderen Betriebsstelle des Unternehmens aus dem Betrieb zurückgezogen und in einem für die Benutzer der Anzüge gemachten, auf Karten nicht verzeichneten Pausenraum eingemauert.
Es wird vermutet, dass dieser Charakter identisch mit Shadow Freddy aus FNaF 2 ist. Shadow Freddy führt den jeweiligen Animatronic zu einem im ersten Spiel nicht sichtbaren Raum. Während der Minispiele zwischen den Nächten kontrolliert der Spieler Animatronics in der Reihenfolge Freddy, Bonnie, Chica und Foxy; in jeder Nacht wird jeweils einer gesteuert. Dieser wird jeweils von einem violetten Bären, der möglicherweise identisch mit Shadow Freddy aus FNaF 2 ist, durch die stark heruntergekommene Pizzeria des ersten Spiels der Reihe geführt. Er bringt sie zum erwähnten Pausenraum, der sich in der Nähe der Toiletten befindet, aufgrund der Programmierung der Animatronics führt der Versuch diesen zu betreten jedoch zu einem Error. In diesem Moment attackiert ein ominöser, lila dargestellter Mann die alten Animatronics und zerstört sie. Dieser Mann wird auf die gleiche Weise dargestellt wie in FNaF 2, derjenige, der vermutlich für die Mordserie in der Pizzeria verantwortlich war. In den ersten vier Minispielen zwischen den Nächten befinden sich in einem Raum außerdem immer Hinweise, wie die geheimen Minispiele in den Nächten zu erreichen sind.
Im Minispiel nach der fünften Nacht zeigt sich, dass die alten Animatronics von den rachsüchtigen Geistern der ermordeten Kindern besessen sind. Einen davon kontrolliert der Spieler selber. Die Geister sind den zerstörten Puppen entflohen und drängen den Lila Mann in den geheimen Raum, wo er versucht, sich in den Animatronic Spring Bonnie zu retten. Doch die Schnappschlösser des Kostüms lösen sich durch das höhnische Lachen des Lila Mannes, wodurch sich das Endoskelett entfaltet und ihn zerquetscht. Spring Bonnie wird daraufhin vom Lila Mann besessen, weswegen er dem Spieler nach seiner Befreiung nachjagt. An verschiedenen Stellen im Spiel ist auch die Leiche des Mannes in dem Animatronic sichtbar.
Hat der Spieler das Spiel ohne besondere Vorkommnisse durchgespielt, sieht er zu diesem Zeitpunkt einen Bildschirm, auf dem die Masken von Freddy, Bonnie, Chica, Foxy und vermutlich Golden Freddy zu sehen sind, aus ihrem Auge scheint ein helles Licht. Darüber steht „Schlechtes Ende“. Um das gute Ende zu erreichen, müssen verschiedene geheime Minispiele in den Nächten gefunden werden. Die Minispiele haben ganz verschiedene Ziele und Spielprinzipien, es hilft jedoch nicht, sie normal abzuschließen. Stattdessen müssen unter Zuhilfenahme von absichtlichen Glitches tote, weinende Kinder in den Spielen gefunden werden, denen dann ein Kuchen gegeben werden muss, was sie innehalten lässt. Von den Minispielen gibt es insgesamt sechs. In dem letzten dieser Spiele, Happiest Day (dt.: „Glücklichster Tag“), wird bei erfolgreichem Abschluss dargestellt, wie sich die Körper der Kinder auflösen und ihre Masken langsam zu Boden fallen. Es wird gemeinhin angenommen, dass dies die Erlösung der Seelen, die die fünf Animatronics aus den Endbildschirmen sowie die Puppet kontrollieren, repräsentiert. Wurden alle Minispiele mit ihrem geheimen Ende abgeschlossen, zeigt sich ein anderer Endbildschirm, auf dem nur die vier Masken von Freddy, Bonnie, Chica und Foxy zu sehen sind, aber ohne das Licht in ihren Augen. Über dem Bild steht „Das Ende“. Die fehlenden Lichter implizieren ebenfalls, dass die Geister befreit wurden.
Unabhängig davon, welches Ende der Spieler erreicht hat, öffnet sich nach Abschluss der fünften noch eine sechste Nacht, die das Spiel Nightmare (dt.: Alptraum) nennt. Nach erfolgreichem Abschluss dieser Nacht wird dem Spieler ein Zeitungsausschnitt gezeigt, der bekannt gibt, dass Fazbear’s Fright nach unklarer Ursache niedergebrannt ist. Die wenigen übriggebliebenen Gegenstände sollen auf einer Auktion versteigert werden. Den Artikel in einem Bildbearbeitungsprogramm zu erhellen, enthüllt, dass Springtrap auf dem Bild neben dem Artikel sichtbar ist, also ebenfalls überlebt hat.

## Charaktere

### Menschen
- Der Nachtwächter: Das Spiel gibt keine Informationen über ihn bekannt. Der Spieler schlüpft in seine Rolle und erlebt das Abenteuer aus seiner Ich-Perspektive. Informationen aus Five Nights at Freddy’s: Sister Location lassen die Möglichkeit zu, dass er Michael Afton ist, der Sohn des Hauptantagonisten der Serie, der auf der Suche nach seinem Vater ist.
- Phone Dude (deutsch etwa „Telefon-Kerl“): Ist sehr wahrscheinlich mit dem Besitzer der Attraktion identisch. Er ruft den Nachtwächter an, um ihm seine Rolle und die Funktionen des Gebäudes zu erklären. Er meldet sich jedoch nur bis zur zweiten Nacht, ab der Hälfte des Anrufes der zweiten Nacht sind Kassetten von Phone Guy zu hören.
- Phone Guy: Ist mit dem Anrufer aus FNaF 1 und FNaF 2 identisch. Er ist von der zweiten Hälfte der zweiten Nacht an zu hören. Wie in den alten Spieleteilen, so bestehen seine „Anrufe“ aus auf Band gesprochenen Nachrichten. Er spricht auch den Nachtwächter nicht mehr persönlich an, sondern leiert eine auswendig gelernte Bedienungsanweisung herunter.
- Purple Guy (deutsch etwa „Lila Mann“): Er ist wahrscheinlich identisch mit dem Purple Guy aus FNaF 2. Er tritt ebenfalls nur in Minispielen auf. Dort wird enthüllt, dass er die Animatronics aus dem ersten FNaF‐Teil zerstört hat und schließlich von den rachsüchtigen Geistern ermordeter Kinder in den Tod getrieben wurde.

### Animatronics
- Springtrap (deutsch sinnbildl. „Schnapp(schloss)‐Falle“): Der einzige echte Animatronic im Spiel. Er ist anthropomorph und einem Hasen nachempfunden. Jedoch befindet er sich in einem stark verwahrlosten Zustand, sein Äußeres ist lädiert und stellenweise durchlöchert, das Kostüm ist vergilbt und scheint zu schimmeln. Bilder, die selten beim Starten einer Nacht zu sehen sind zeigen, dass sich im Kostüm eine verwesende Leiche befindet.[4] Die Minispiele zwischen den Nächten zeigen, dass diese Leiche zu Purple Guy gehört, der den Animatronic außerdem besessen hat.

- Phantom‐Animatronics: In dem Spiel sind sechs Phantom-Animatronics vertreten. Ob diese Animatronics wirklich existieren oder vom Nachtwächter halluziniert werden, ist nicht klar. Sie sehen aus wie die Charaktere Freddy Fazbear, Chica, Balloon Boy, Mangle, The Puppet und Foxy, jedoch grün-schwarz und verbrannt. Sie können den Spieler nicht töten, sondern lassen ihn kurzzeitig erblinden und verursachen technische Defekte an den Überwachungssystemen.[4]
  - Phantom Balloon Boy: Phantom Balloon Boy hat als einziger Phantom‐Animatronic keinen festen Erscheinungsplatz. Stattdessen kann er zufällig jede Kamera, außer denen in den Luftschächten mit seinem Gesicht überdecken, woraufhin der Spieler schnell reagieren und den Monitor schließen oder die Kamera wechseln muss. Tut er dies nicht, teleportiert sich Phantom Balloon Boy ins Büro, schließt den Monitor selber, führt direkt einen Jumpscare aus und verursacht einen Ventilationseffekt.
  - Phantom Mangle: Auf CAM 04 kann mitunter Phantom Mangle an der Decke hängend gesehen werden. In diesem Fall muss der Spieler schnell die Kamera wechseln oder komplett schließen, sonst erscheint es links hinter dem großen Fenster im Büro und emittiert einige Sekunden lange ein lautes, stark verzerrtes BPSK‐Signal und deaktiviert das Audiosystem. Einigen Spekulationen zufolge enthält Phantom Mangles Signal die Wörter „It’s Me“ (dt.: Ich bin’s), welche schon in den beiden vorhergehenden Teilen eine wichtige Rolle gespielt haben.
  - Phantom Freddy: Phantom Freddy erscheint ab und zu hinter dem großen Fenster direkt vor dem Sichtfeld des Spielers im Büro, wo er hinkend nach links läuft. Verharrt der Spieler zu lange im Büro ohne eine andere Tätigkeit auszuführen, duckt sich Phantom Freddy plötzlich unter das Fenster und gibt dem Spieler kurz darauf einen Jumpscare der mit einem Defekt der Ventilation verbunden ist. Seine Erscheinung lehnt sich stärker an die von Golden Freddy aus FNaF 2 an, als an seine eigene, was kombiniert mit seinem leichten gelben Hauch, zu Vermutungen geführt hat, dass Phantom Freddy ihn repräsentieren soll und nicht Freddy Fazbear.
  - Phantom Chica: Ein Bild von Phantom Chica erscheint manchmal auf dem Bildschirm des Arcade‐Automaten in CAM 07. Ändert der Spieler nicht schnell genug die Ansicht auf dem Monitor oder schließt ihn, erscheint Phantom Chica in der linken Seite des Büros um einen Jumpscare auszuführen und die Ventilation zu deaktivieren wenn der Spieler sich das nächste Mal diesem Teil des Büros zuwendet. Anders als bei den anderen Phantom‐Animatronics orientiert sich Phantom Chicas Aussehen an ihrem Design aus dem ersten Five Nights at Freddy’s, nicht dem zweiten.
  - Phantom Foxy: Phantom Foxy kann zufällig vor der Box mit Animatronic‐Teilen im Büro erscheinen. Der Spieler kann sich gegen ihn verteidigen, indem er den Monitor öffnet. Ansonsten springt Phantom Foxy den Spieler mit einem Jumpscare an, wenn er ihn direkt ansieht und deaktiviert dabei die Ventilation.
  - Phantom Puppet: Phantom Puppet erscheint manchmal in völlig unbeschädigter Form auf CAM 08, wo auch die Überreste der echten Puppet hängen. Reagiert der Spieler nicht schnell genug, schließt sich der Monitor automatisch und Phantom Puppet erscheint in seiner verbrannten Form vor dem Sichtfeld des Spielers und folgt ihm ungefähr 17 Sekunden durch den Raum. In dieser Zeit kann der Spieler nichts tun, außer zu warten.

## Kritiken
Five Nights at Freddy’s 3 wurde mäßig bewertet. Das Gamerportal Game Rankings verlieh dem Spiel eine Wertung von 73,6 %. In einem Review auf PC Gamer erhielt das Spiel 77 Punkte.